# Церковь Успения Богородицы в Асклипио

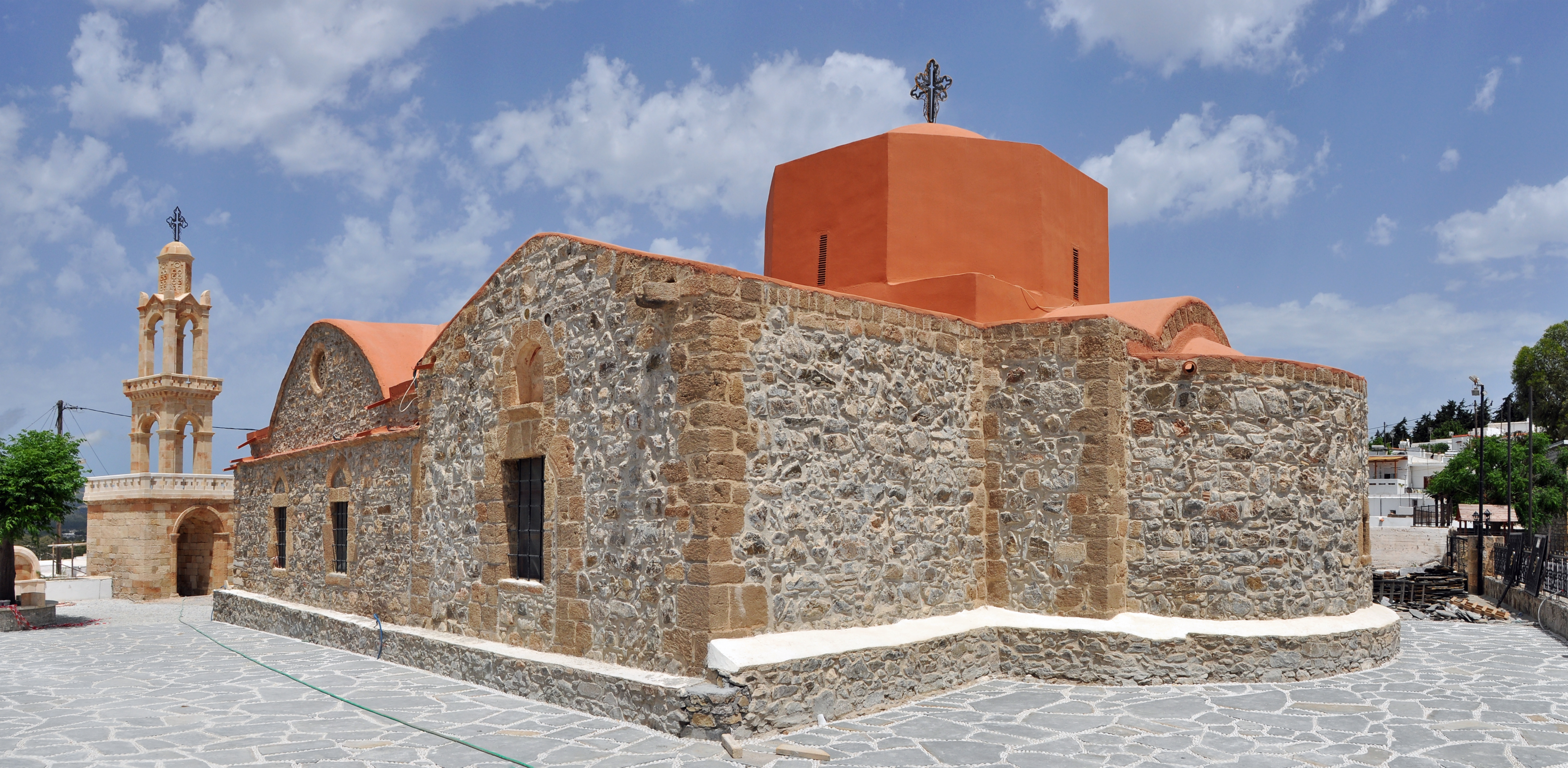
Церковь Успения

Церковь Успения Богородицы в Асклипио (Θεοτόκου στο Ασκληπιείο Ρόδου) — храм в поселке Асклипио на острове Родос.
Здание построено в XIV веке, вероятно, на месте более старой церкви, и представляет собой крестово-купольную постройку небольшого размера. С западной стороны по двум сторонам от центрального нефа пристроены приделы с нервюрными сводами. Центральный неф и подкупольное пространство украшены хорошо сохранившимися росписями в технике фрески, созданными (поверх более старых) в 1676-1677 годах Михаилом из Хиоса. Редкостью росписей является подробное повествование из книг Бытия и Апокалипсиса.

## Галерея

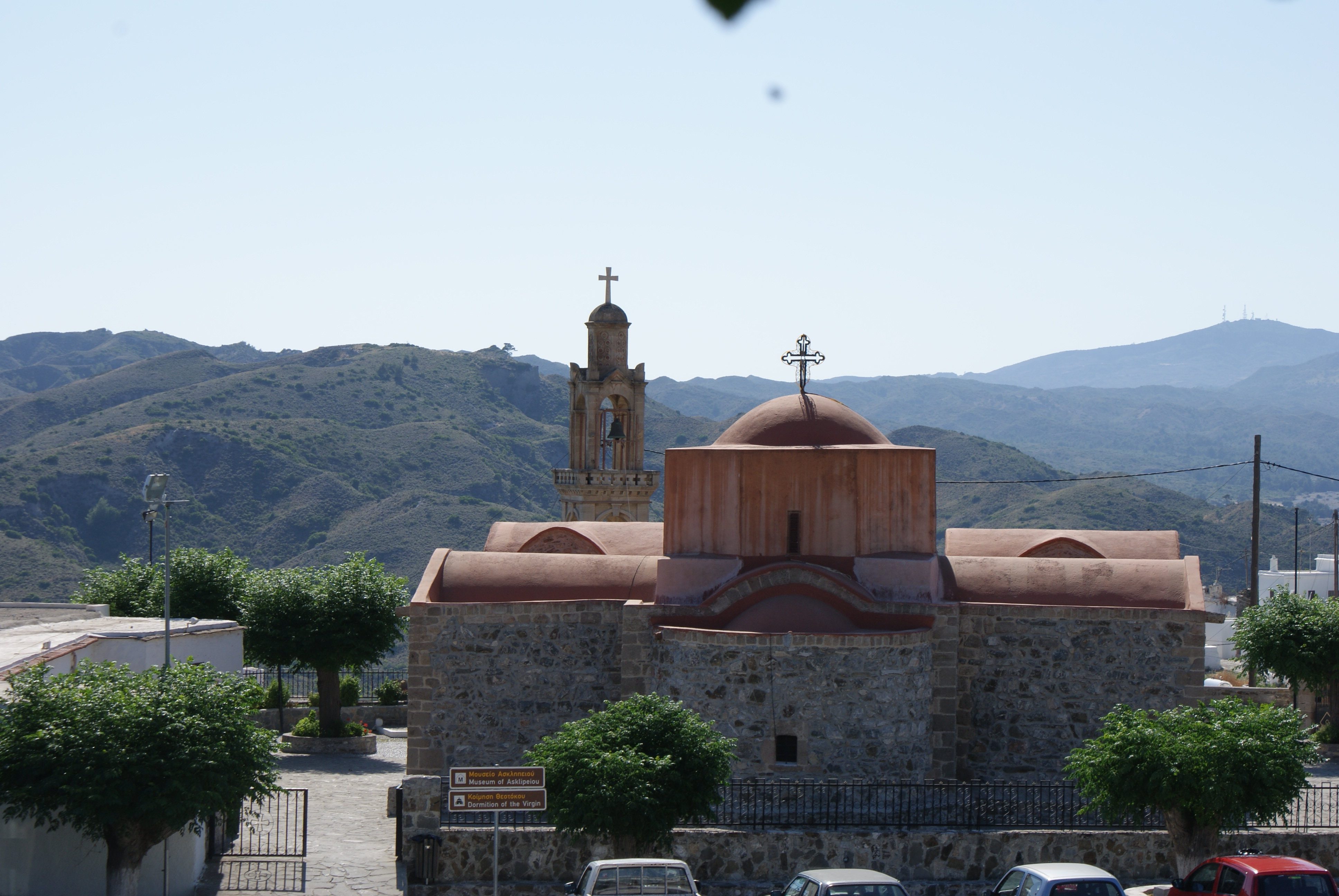
Общий вид
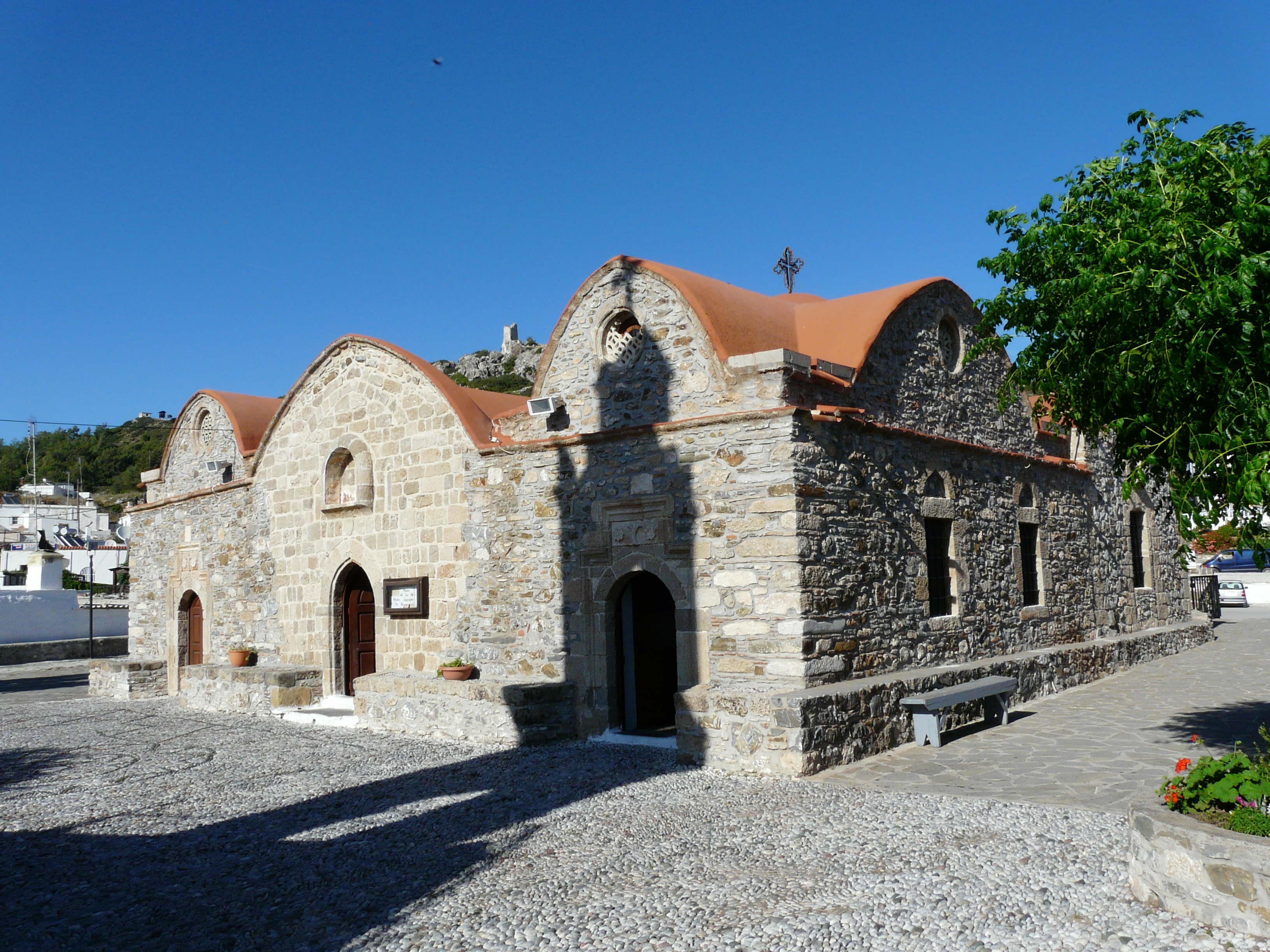
Фасад церкви
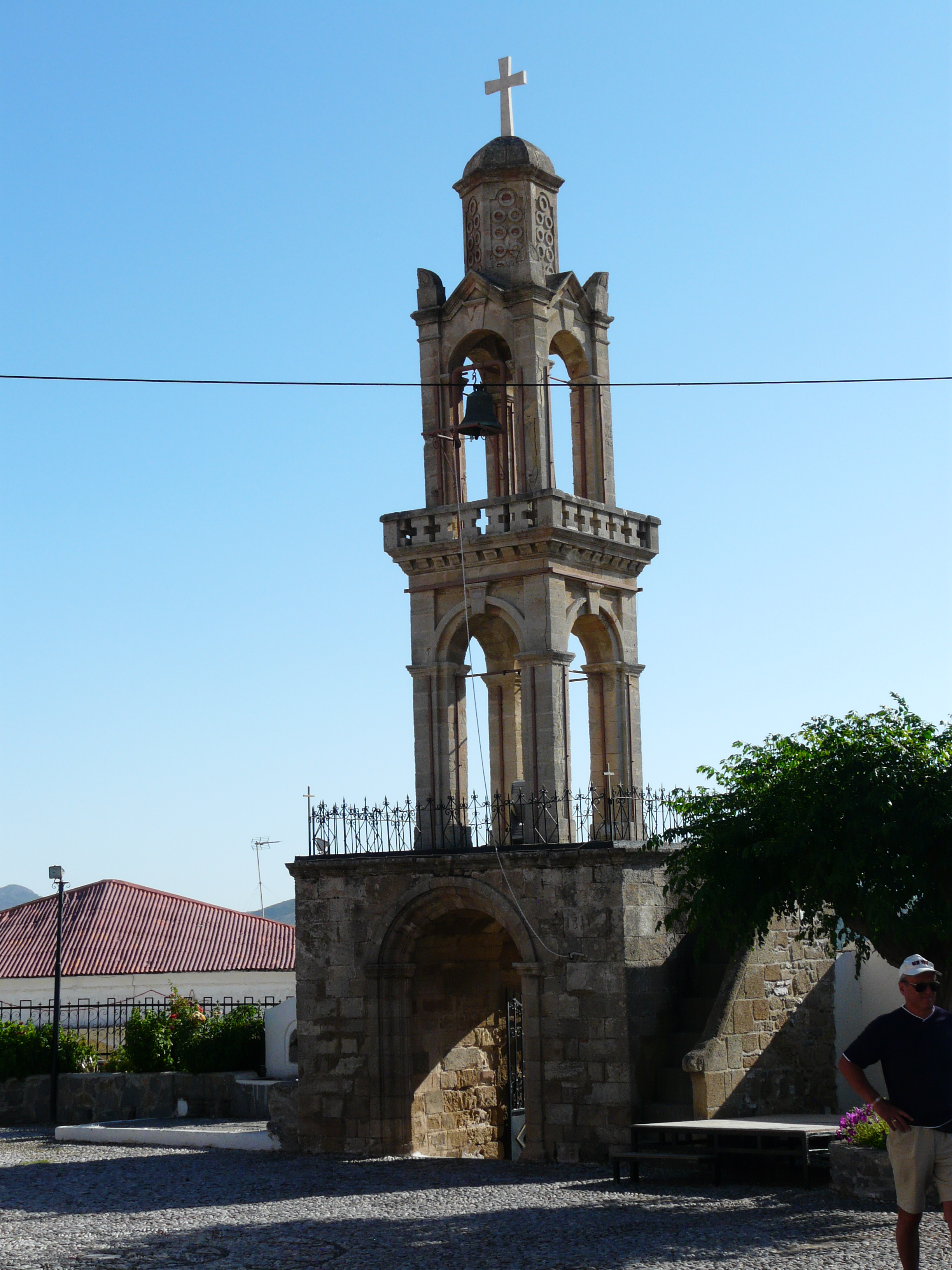
Колокольня
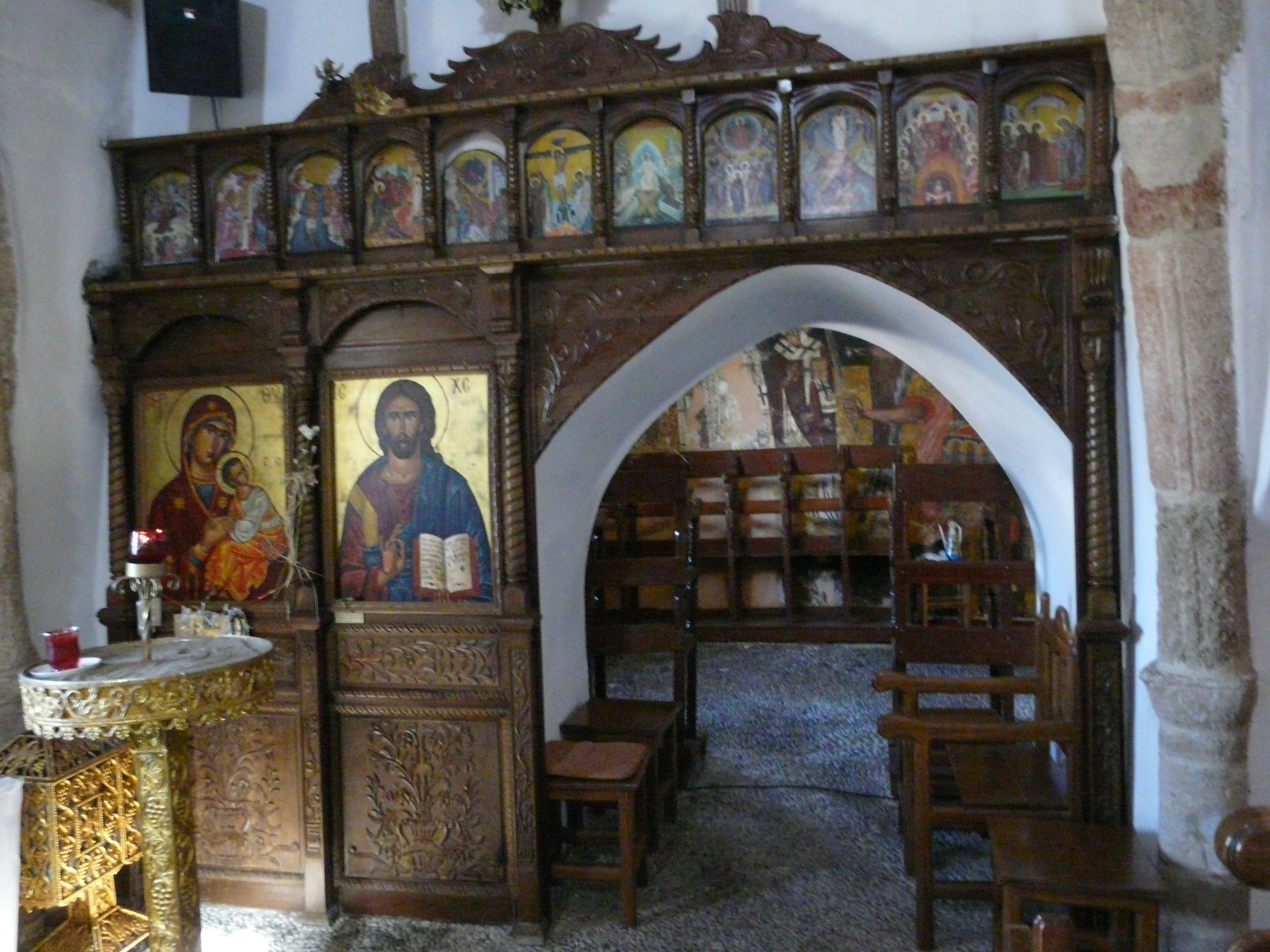
Интерьер
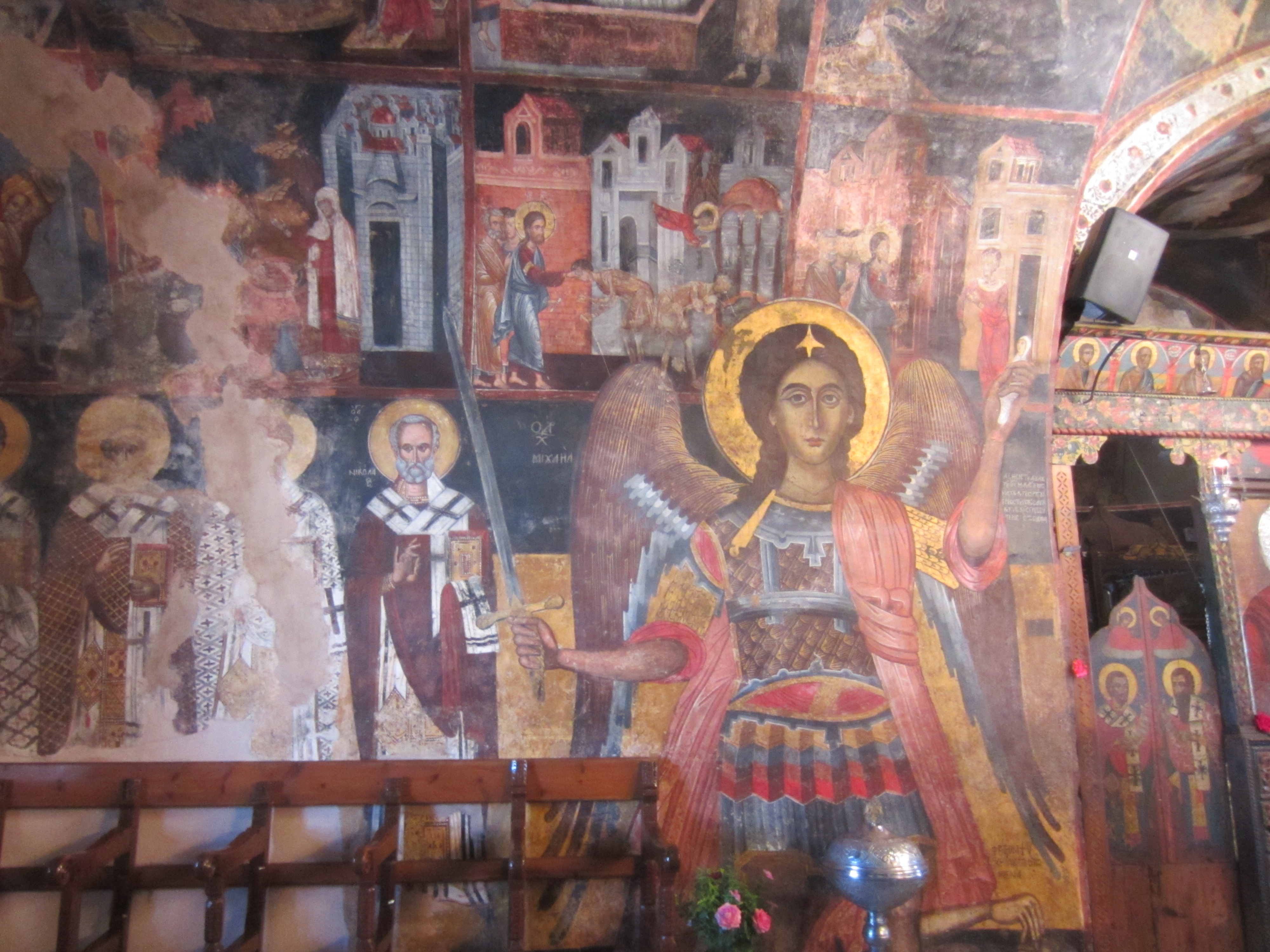
Роспись восточной стены. Архангел Михаил